# Hypothyris leucania
Hypothyris leucania är en fjärilsart som beskrevs av Bates 1863. Hypothyris leucania ingår i släktet Hypothyris och familjen praktfjärilar. Inga underarter finns listade i Catalogue of Life.